# Reinhold Görling
Reinhold Görling (* 25. Juni 1952 in München) ist ein deutscher Hochschullehrer, Literatur-, Kultur- und Medienwissenschaftler.

## Werdegang
Reinhold Görling studierte ab 1971 integrierte Sozialwissenschaften (Sozialpsychologie, Soziologie, Politikwissenschaft), Germanistik und Philosophie an der Gottfried Wilhelm Leibniz Universität Hannover und schloss das Studium 1978 mit dem Staatsexamen ab. Anschließend nahm er ein durch ein Stipendium gefördertes Promotionsstudium auf, das er 1985 mit einer Schrift über „Dinamita cerebral“. Politischer Prozeß und ästhetische Praxis im Spanischen Bürgerkrieg (1936–1939) beendete. 1995 habilitierte Görling sich in Hannover mit der Monografie Heterotopia. Lektüren einer interkulturellen Literaturwissenschaft in Allgemeiner und vergleichender Literaturwissenschaft. 
1999 wurde Görling an der Universität Hannover zum außerplanmäßigen Professor ernannt. 1999/2000 hatte er eine einjährige Gastprofessur an der University of California, Irvine, gefolgt von einer Gastprofessur in Komparatistik an der Universität Innsbruck. Ab 2001 übernahm er zunächst eine Vertretungsprofessur für Geschichte und Theorie der Schrift am Germanistischen Seminar der Heinrich-Heine-Universität Düsseldorf, bevor er ebenda 2004 auf den neu eingerichteten Lehrstuhl für Medienwissenschaft in kulturwissenschaftlicher Orientierung berufen wurde. 
Anfang 2018 wurde Görling emeritiert. Anschließend war er im Sommersemester 2018 Gastprofessor für Filmwissenschaft sowie im Wintersemester 2018/2019 für Medienwissenschaft an der Universität Wien. Görling war zudem Lehrbeauftragter für Theorie und Philosophie des Designs an der Hochschule Düsseldorf. Seit dem Sommersemester 2020 ist er als Gastwissenschaftler an der International Psychoanalytic University Berlin tätig. Görling lehrt darüber hinaus Kulturtheorie an der Sigmund Freud Privatuniversität Berlin.

## Monografien
- Görling, Reinhold (1986): „Dinamita cerebral“. Politischer Prozeß und ästhetische Praxis im Spanischen Bürgerkrieg (1936–1939). Frankfurt am Main: Vervuert.
- Görling, Reinhold (1997): Heterotopia. Lektüren einer interkulturellen Literaturwissenschaft. München: Fink.
- Görling, Reinhold (2014): Szenen der Gewalt. Folter und Film von Rossellini bis Bigelow. Bielefeld: transcript.